# 洛馬克斯鎮區 (伊利諾伊州亨德森縣)
洛馬克斯鎮區（英語：Lomax Township）是位於美國伊利諾伊州亨德森縣的一個行政鎮區。

## 地方資料
根據2010年美國人口普查的數據，洛馬克斯鎮區的面積為86.40平方千米，當中陸地面積為74.60平方千米，而水域面積為11.80平方千米。當地共有人口786人，而人口密度為每平方千米9.1人。